# Lean On
《Lean On》是一首由音樂團體超級雷射光與DJ Snake共同製作的一首電子音樂舞曲，收錄於2015年的錄音室專輯《和平任務》（Peace Is the Mission），人聲及填詞則與歌手MØ合作。這首歌作為專輯的先行單曲於2015年3月2日獨立發行。
《Lean On》取得了評論及商業上的成功，在多個國家來到單曲周榜一位及年榜前十位的成績。2015年11月，《Lean On》成為spotify創立以來串流數最高的歌曲，於全球累積5億2千6百萬次串流，並且持續增加中。音樂錄影帶在印度多個地區及瑞典的斯德哥爾摩市政廳拍攝，於2015年3月23日上傳YouTube。截至2023年10月19日，已經累積超過34億次點閱。

## 外部連結
- YouTube上的"Lean On"